# Équipe du Canada de rugby à XV des moins de 20 ans
L’équipe du Canada des moins de 20 ans est constituée par une sélection des meilleurs joueurs canadien de rugby à XV de moins de 20 ans, sous l'égide de la fédération canadienne de rugby à XV.

## Histoire
L'équipe du Canada des moins de 20 ans est créée en 2008, remplaçant les équipes du Canada des moins de 21 ans et des moins de 19 ans à la suite de la décision de l'IRB en 2007 de restructurer les compétitions internationales junior. Elle participe chaque année au championnat du monde junior ou au Trophée mondial junior suivant son classement.
Les Canadiens ont participé aux deux premières édition du Championnat du monde des moins de 20 ans, en 2008 et 2009, avant d’être relégués au niveau inférieur.
Présent depuis 2010 (en) à toutes les éditions du Trophée mondial des moins de 20 ans (l'antichambre du Championnat mondial) sauf en 2016 (en), les jeunes canadiens connaissent leur meilleur résultat en 2013 (en) et 2015 (en), où ils arrivent jusqu'en finale de la compétition, échouant malgré tout à se qualifier pour le Championnat du monde junior.
Leur présence régulière dans le trophée mondial dans les années 2010 est notamment due à leur domination sur les États-Unis. En effet depuis la descente de ces derniers en trophée en 2014, les Canadiens n'ont perdu qu'une seule fois — en 2016 (en) justement — le match qui les oppose chaque année aux américains pour se qualifier dans le trophée mondial. Les canadiens ont notamment remporté trois fois d'affilée cette rencontre entre 2017 et 2019. 

## Palmarès
- Trophée mondial de rugby à XV des moins de 20 ans :
  - Finaliste : 2013 (en) et 2015 (en)